# Satellite Award/Fernsehen/Beste Fernsehserie – Drama
Mit dem Satellite Award Beste Fernsehserie – Drama werden herausragende Fernsehserien der Kategorie Drama geehrt.
Es werden immer jeweils die Fernsehserien des Vorjahres ausgezeichnet.

## Nominierungen und Gewinner

### Ende 1990er
| Jahr | Fernsehserie                            | TV-Network | Nominierungen |
| 1996 | Akte X – Die unheimlichen Fälle des FBI | FOX        | Chicago Hope – Endstation Hoffnung (CBS) Emergency Room – Die Notaufnahme (NBC) Homicide (NBC) New York Cops – NYPD Blue (ABC)       |
| 1997 | New York Cops – NYPD Blue               | ABC        | Homicide (NBC) Law & Order (NBC) Pretender (NBC) Akte X – Die unheimlichen Fälle des FBI (FOX)                                       |
| 1998 | Oz – Hölle hinter Gittern               | HBO        | Emergency Room – Die Notaufnahme (NBC) New York Cops – NYPD Blue (ABC) Pretender (NBC) Akte X – Die unheimlichen Fälle des FBI (FOX) |
| 1999 | The West Wing – Im Zentrum der Macht    | NBC        | Law & Order (NBC) Oz – Hölle hinter Gittern (HBO) Practice – Die Anwälte (ABC) Die Sopranos (HBO)                                    |

### 2000–2009
| Jahr | Fernsehserie                         | TV-Network | Nominierungen |
| 2000 | The West Wing – Im Zentrum der Macht | NBC        | Auf der Flucht (CBS) Noch mal mit Gefühl (ABC) Practice – Die Anwälte (ABC) Die Sopranos (HBO)                                                       |
| 2001 | 24                                   | FOX        | The District – Einsatz in Washington (CBS) Six Feet Under – Gestorben wird immer (HBO) Die Sopranos (HBO) The West Wing – Im Zentrum der Macht (NBC) |
| 2002 | CSI: Den Tätern auf der Spur         | CBS        | 24 (FOX) Alias – Die Agentin (ABC) Buffy – Im Bann der Dämonen (UPN) Without a Trace – Spurlos verschwunden (CBS)                                    |
| 2003 | The Shield – Gesetz der Gewalt       | FX         | Boomtown (NBC) Carnivàle (HBO) Law & Order: New York (NBC) Nip/Tuck – Schönheit hat ihren Preis (FX) Six Feet Under – Gestorben wird immer (HBO)     |
| 2004 | Nip/Tuck – Schönheit hat ihren Preis | FX         | Boston Legal (ABC) The L Word – Wenn Frauen Frauen lieben (Showtime) Lost (ABC) The Shield – Gesetz der Gewalt (FX)                                  |
| 2005 | Dr. House                            | FOX        | Grey’s Anatomy (ABC) Lost (ABC) Nip/Tuck – Schönheit hat ihren Preis (FX) Rescue Me (FX) Rom (HBO)                                                   |
| 2006 | Dr. House                            | FOX        | 24 (FOX) Dexter (Showtime) Heroes (NBC) Rescue Me (FX) The Wire (HBO)                                                                                |
| 2007 | Dexter                               | Showtime   | Brothers & Sisters (ABC) Friday Night Lights (NBC) Grey’s Anatomy (ABC) Mad Men (AMC) The Riches (FX)                                                |
| 2008 | Dexter                               | Showtime   | Brotherhood (Showtime) Life on Mars (ABC) Mad Men (AMC) Primeval – Rückkehr der Urzeitmonster (ITV) In Treatment – Der Therapeut (HBO)               |
| 2009 | Breaking Bad                         | AMC        | Big Love (HBO) Damages (FX) Good Wife (CBS) Mad Men (AMC) In Treatment – Der Therapeut (HBO)                                                         |

### 2010–2019
| Jahr | Fernsehserie     | TV-Network         | Nominierungen |
| 2010 | Breaking Bad     | AMC                | Boardwalk Empire (HBO) Dexter (Showtime) Friday Night Lights (NBC/DirecTV) Good Wife (CBS) Mad Men (AMC) Die Tudors (Showtime)                                                   |
| 2011 | Justified        | FX                 | Boardwalk Empire (HBO) Breaking Bad (AMC) Friday Night Lights (NBC/DirecTV) Sons of Anarchy (FX) Treme (HBO)                                                                     |
| 2012 | Homeland         | Showtime           | Breaking Bad (AMC) Downton Abbey (PBS) Game of Thrones (HBO) Good Wife (CBS) Justified (FX) The Newsroom (HBO) Good Wife (CBS) Nashville (ABC)                                   |
| 2013 | Breaking Bad     | AMC                | The Americans (FX) Downton Abbey (PBS) Good Wife (CBS) Homeland (Showtime) House of Cards (Netflix) Last Tango in Halifax (BBC One, PBS) Mad Men (AMC) Masters of Sex (Showtime) |
| 2014 | The Knick        | Cinemax            | The Affair (Showtime) The Fall (BBC, Netflix) Fargo (FX) Halt and Catch Fire (AMC) Hannibal (NBC) House of Cards (Netflix) True Detective (HBO)                                  |
| 2015 | Better Call Saul | AMC                | American Crime (ABC) Bloodline (Netflix) Deutschland 83 (Sundance Channel) Fargo (FX) Mr. Robot (USA Network) Narcos (Netflix) Ray Donovan (Showtime)                            |
| 2016 | The Crown        | Netflix            | The Affair (Showtime) American Crime (ABC) The Americans (FX) Better Call Saul (AMC) The Fall – Tod in Belfast (BBC Nordirland) Mr. Robot (USA Network) Poldark (PBS)            |
| 2017 | Vikings          | History Television | Tote Mädchen lügen nicht (Netflix) The Affair (Showtime) The Handmaid’s Tale – Der Report der Magd (Hulu) Mindhunter (Netflix) Taboo (BBC One) This Is Us – Das ist Leben (NBC)  |
| 2018 | Homecoming       | Prime Video        | The Bold Type – Der Weg nach oben (Freeform) The Handmaid’s Tale – Der Report der Magd (Hulu) Mr. Mercedes (Audience) Succession (HBO) This Is Us – Das ist Leben (NBC)          |
| 2019 | Succession       | HBO                | The Affair (Showtime) The Crown (Netflix) Killing Eve (BBC America) Mindhunter (Netflix) Mr. Mercedes (Audience)                                                                 |

### Seit 2020
| Jahr | Fernsehserie                            | TV-Network | Nominierungen |
| 2020 | Better Call Saul                        | AMC        | Billions (Showtime) The Crown (Netflix) Killing Eve (BBC America) Ozark (Netflix) P-Valley (Starz)                                                                   |
| 2021 | Squid Game                              | Netflix    | American Rust (Showtime) Bosch (Prime Video) The Boys (Prime Video) In Treatment – Der Therapeut (HBO) Line of Duty (BBC One) Lupin (Netflix) Succession (HBO)       |
| 2022 | Billions                                | Showtime   | 1883 (Paramount+) The Bear: King of the Kitchen (FX on Hulu) Better Call Saul (AMC) Gentleman Jack (HBO) Heartstopper (Netflix) Julia (HBO) Yellowjackets (Showtime) |
| 2023 | The Last of Us                          | HBO        | 1923 (Paramount+) The Crown (Netflix) Godfather of Harlem (Epix) Succession (HBO)                                                                                    |
| 2024 | Slow Horses – Ein Fall für Jackson Lamb | Apple TV+  | Diplomatische Beziehungen (Netflix) Matlock (CBS) Shōgun (FX) Squid Game (Netflix)                                                                                   |